# Снайпс, Ренальдо
Ренальдо Снайпс (англ. Renaldo Snipes, род. 15 августа 1956, Хьюстон, США) — американский боксёр-профессионал, выступающий в тяжёлой весовой категории.

## Любительская карьера
Снайпс дважды выигрывал Золотые перчатки в Чикаго (1977 и 1978). В 1978 году на Междугородном матче между Чикаго и Нью-Йорком между победителями Золотых перчаток он проиграл в первом раунде будущему профессиональному боксёру Эдди Греггу.

## Профессиональная карьера
Дебютировал в ноябре 1984 года в бою с Карлом Халибортом, которого нокаутировал в 1 раунде.
Выиграл первые 22 боя.

#### Бой с Флойдом Камингсом
Флойд Каммингс,

#### Бой с Ларри Александром
Ларри Александр,

#### Бой с Эдди Мустафой Мохаммедом
Эдди Мустафа Мохаммед,

#### Бой с Джерри Кутзее
Джерри Кутзее. Кутзее владел преимуществом вначале боя, но вскоре выдохся. Бой считался не по очкам, в целом, а по раундам. Кутзее же в последних раундах продемонстрировал, как обычно, не особо высокий уровень — окончательно закрепив за собой репутацию 'бойца 6 раундов'. Это было третье поражение Кутзее в ринге.

#### Чемпионский бой с Ларри Холмсом
В ноябре 1981 года Снайпс встретился с Ларри Холмсом. В 7 раунде Снайпс отправил Холмса в нокдаун, Холмс встал и устоял до конца раунда. Однако затем Холмс восстановился и победил техническим нокаутом в 11 раунде. После боя Снайпс утверждал, что Холмс лежал на полу 14 секунд и что на самом деле там был нокаут.

#### Бой со Скотом Фрэнком
В марте 1983 года Снайпс встретился с будущим претендентом на звание чемпиона мира, небитым Скотом Фрэнком. Бой закончился спорной ничьей.

#### Бой с Тимом Уизерспумом
В июне 1982 года Снайпс встретился с Тимом Уизерспумом. В близком бою Уизерспум одержал победу с минимальным преимуществом решением большинства.

#### Бой с Тревором Бербиком
В октябре 1982 года Снайпс с минимальным преимуществом победил единогласным решением судей Тревора Бербика.

#### Претендентский бой с Грегом Пейджем
В мае 1983 года в Эллюмингаторе WBC Снайпс проиграл единогласным решением судей Грегу Пейджу.

#### Бой с Альфредо Евангелиста
В сентябре 1983 года Снайпс проиграл раздельным решением судей Альфредо Евангелисте.

#### Бой с Рикки Парки
В сентябре 1984 года Снайпс проиграл раздельным решением судей Рикки Парки.

#### Бой с Деннисом Фикесом
В июле 1986 года Снайпс встретился с Деннисом Фикесом. В 1 раунде Фикес отправил Снайпса в нокдаун, но Снайпс поднялся и во 2 раунде нокаутировал соперника.

#### Бой с Донни Лонгом
В августе 1986 года Снайпс встретился с Донни Лонгом. Снайпс выигрывал бой, но в 10 раунде Лонг отправил Снайпса в нокдаун. В итоге Снайпс победил единогласным решением судей.

#### Бой с Тайреллом Биггсом
В декабре 1986 года Снайпс встретился с Тайреллом Биггсом. В 3 раунде Биггс отправил Снайпса в нокдаун и победил единогласным решением судей.

#### Бой с Орлином Норрисом
В марте 1988 года в бою за титул NABF Cyfqgc встретился с Орлином Норрисом. Во 2 раунде Норис отправил Снайпса в нокдаун и победил единогласным решением судей.

#### Бой с Терри Армстронгом
В июне 1988 года Снайпс победил техническим нокаутом в 8 раунде Терри Армстронга.

#### Бой с Джони юу Плуем
В августе 1988 года Снайпс победил техническим нокаутом в 7 раунде Джонни Дю Плуя.

#### Бой с Лионелем Вашингтоном
В декабре 1988 года Снайпс победил техническим нокаутом в 4 раунде Лионеля Вашингтона. Этот бой был признан самым интересным боем года по версии журнала Ринг.

#### Возможный бой с Майком Тайсоном
В 1990 году предложили большой бой с Майком Тайсоном, однако он сломал правую руку в бою с прочным подмастерьем Джейми Хоу и потерял эту возможностиь. Снайпсу нашли замену в лице Алекса Стюарта. Лечение травмы и реабилитация проходили в течение двух лет.

#### Бой с Хорсе ЛУисом Гонсалесом
В ноябре 1993 года Снайпс встретился с Хорхе Луисом Гонсалесом. Гонсалес победил техническим нокаутом в 10 раунде. После этого боя Снайпс ушёл из бокса.